# Кулдычево (Ярославская область)
Кулдычево  — деревня Охотинского сельского поселения Мышкинского района Ярославской области.
Деревня расположена на расстоянии около 1,5 км к востоку от левого берега Волги и 0,5 км от проходящей вдоль берега федеральной автомобильной трассы Р104. Деревня стоит на левом, южном берегу небольшого, не названного на карте ручья, начинающегося к востоку от деревни Шалимово и впадающего в Волгу (Охотинский залив Рыбинского водохранилища) между деревнями Речная (северный, правый берег ручья) и Высоцкая (южный, левый берег). К востотоку от деревни Кулдычево, выше по течению ручья стоит деревня Позиралки. На правом берегу этого ручья напротив деревни Кулдычево стоит деревня Сосновец .
Деревня Кулдачева указана на плане Генерального межевания Рыбинского уезда 1792 года.
На 1 января 2007 года в деревне Кулдычево числилось 6 постоянных жителей . Почтовое отделение, находящееся в селе Охотино, обслуживает в деревне 10 домов .